# Évocation (Éditions de Minuit)

Logo des Éditions de Minuit.

Évocation est une série de livres publiés par les Éditions de Minuit dans les années 1950 et 1960 sur l'aspect historique des rues et monuments de plusieurs villes de France. Ils appartiennent à un genre né au milieu du XIXe siècle que Régis Bertrand appelle la « chronique des rues ». La rédaction en a systématiquement été confiée à des érudits reconnus et spécialistes éminents de l'histoire de la ville évoquée.

## Éléments de la série
- Jacques Hillairet, Évocation du vieux Paris : Le Paris du Moyen Âge et de la Renaissance. Le Cœur de Paris, 1951.
- Jacques Hillairet, Évocation du vieux Paris : Les Faubourgs, 1953.
- Jacques Hillairet, Évocation du vieux Paris : Les Villages de Paris, 1954.
- Jacques Hillairet et Georges Poisson, Évocation du Grand Paris : La Banlieue sud, 1956.
- Georges Poisson, Évocation du Grand Paris : La Banlieue nord-ouest, 1960.
- Georges Poisson, Évocation du Grand Paris : La Banlieue nord-est, 1961.
- Joseph Girard, Évocation du vieil Avignon, 1958.
- André Bouyala d'Arnaud, Évocation du vieux Marseille, 1959.
- Louis Desgraves, Évocation du vieux Bordeaux, 1960.
- Robert Mesuret, Évocation du vieux Toulouse, 1960.
- André Bouyala d'Arnaud, Évocation du vieil Aix-en-Provence, 1964.
- Henri de Berranger[2], Évocation du vieux Nantes, 1966.

Le succès de la série a incité d'autres éditeurs à en reprendre la forme. Ont ainsi été publiées Évocation du vieux Fumel par les éditions Privat en 1962 et Évocation du vieil Angers par Farré & Fils en 1968.